# Olga Fialka
Olga Fialka (1848-1930) fue una artista austriaca-húngara y matriarca de la familia de artistas Ferenczy.

## Biografía
Olga Fialka nació el 19 de abril de 1848 en Theresienstadt. Estudió pintura con Jan Matejko en Cracovia. Luego pasó a estudiar con August Eisenmenger en Viena. Creó tanto pinturas como ilustraciones de libros. Hacia 1884 se casó con Károly Ferenczy con quien tuvo tres hijos. 
Fialka dejó entonces de lado su carrera artística para centrarse en su familia y en criar a sus hijos. El primer hijo de la pareja, Valér Ferenczy (1885-1954) se convirtió en pintor y grabador. En 1890 nacieron sus gemelos. Béni Ferenczy (1890-1967) se convirtió en escultor y Noémi Ferenczy (1890-1957) se convirtió en artista textil.
Fialka murió el 17 de diciembre de 1930 en Baia Mare, Rumania.

## Obras

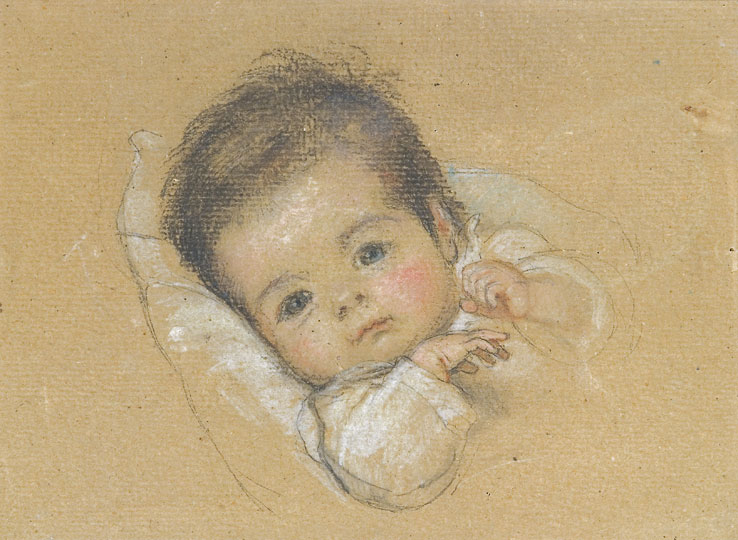
Retrato de Béni Ferenczy
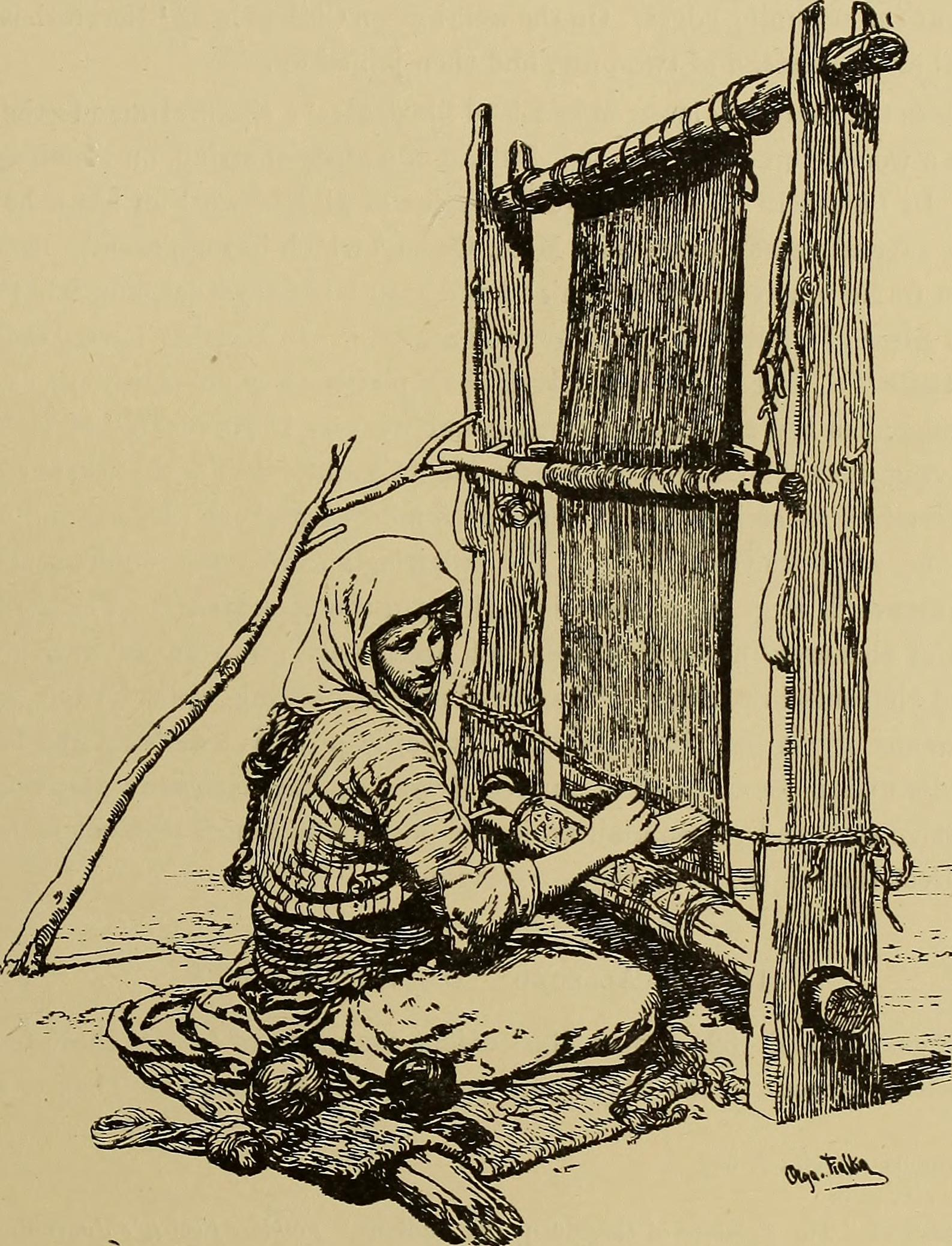
Estudios en telares primitivos 1918